# Hermann Joseph von Steinfeld

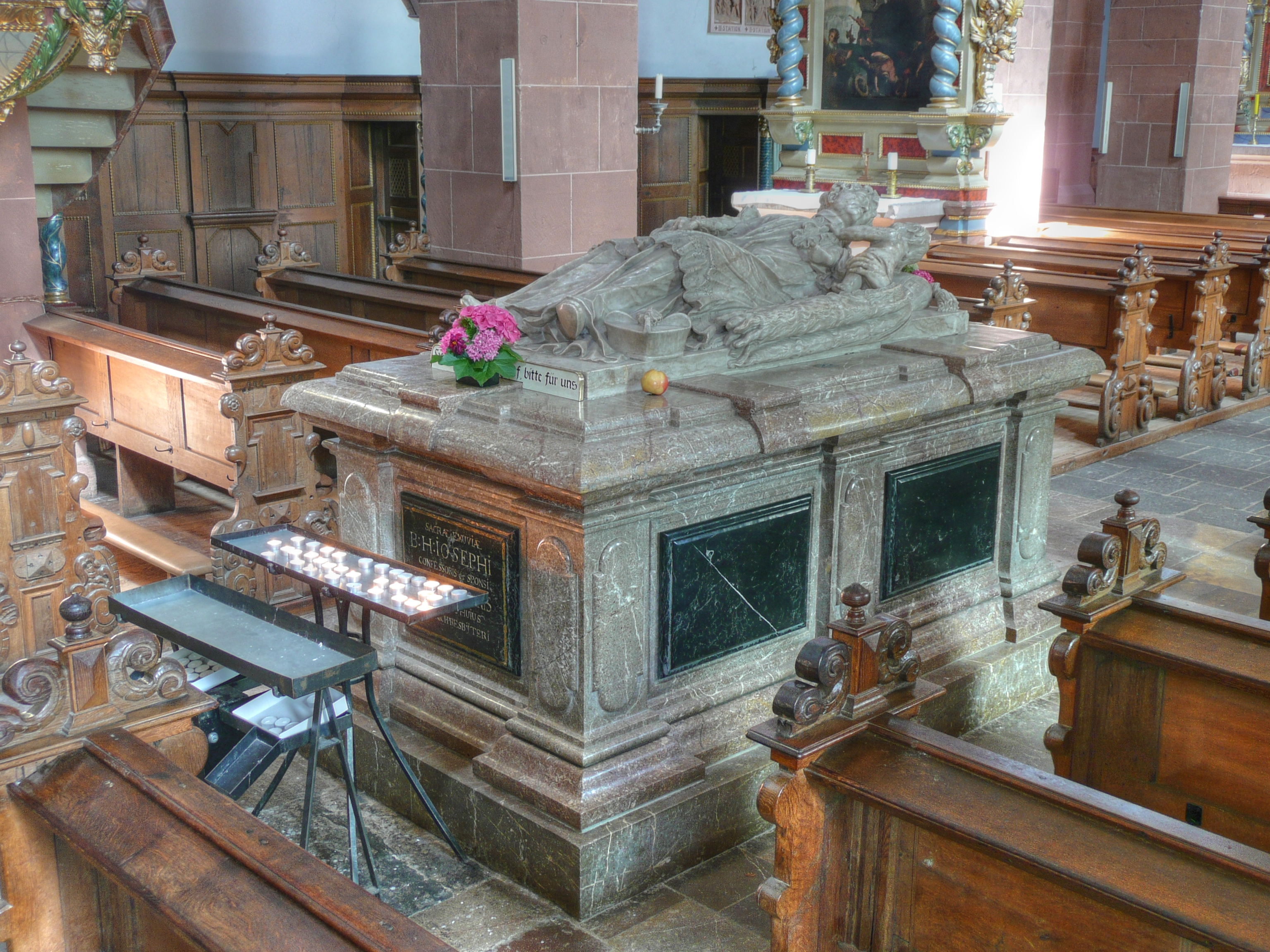
Sarkophag des heiligen Hermann Joseph in der Basilika des Klosters Steinfeld

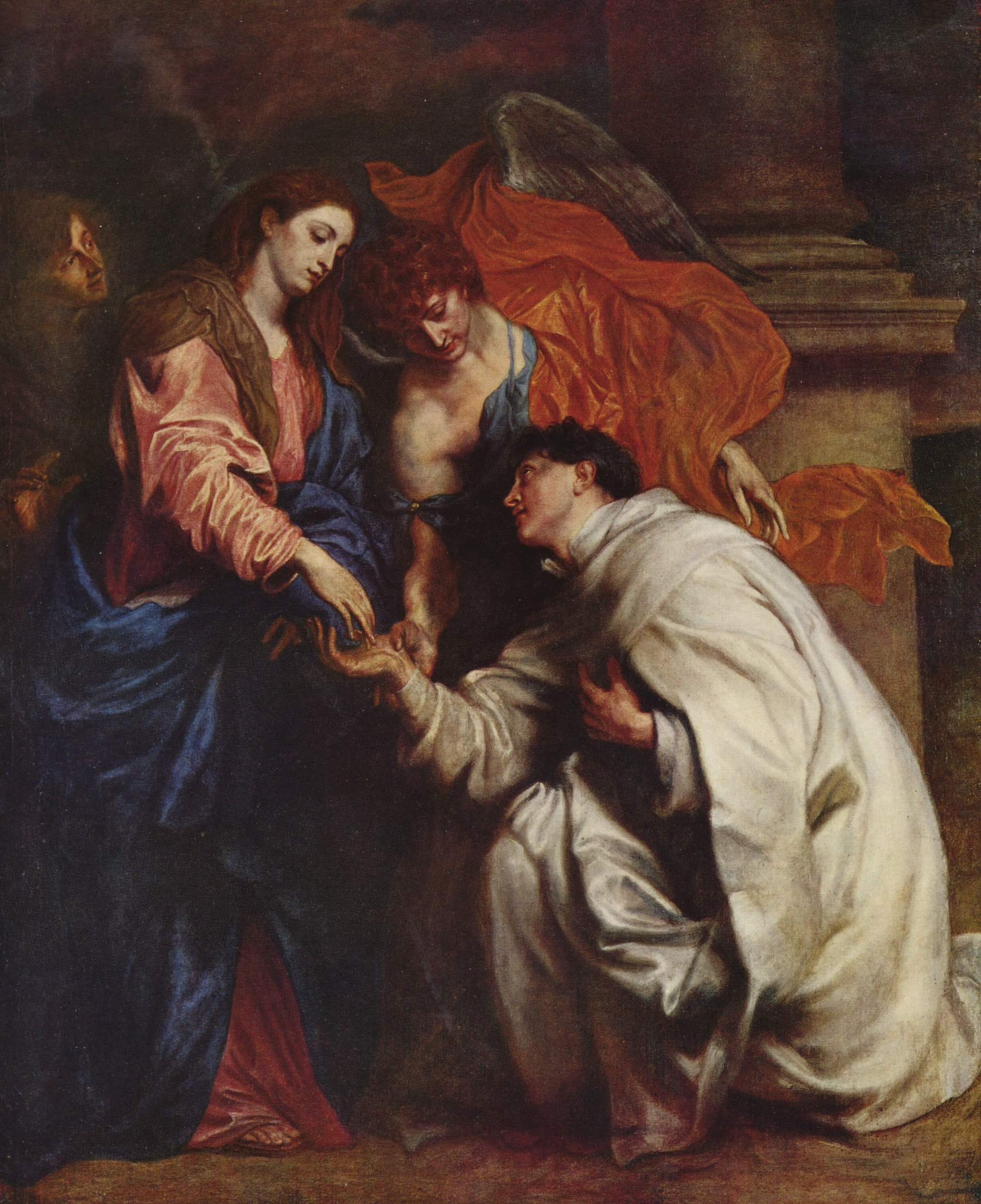
Anthonis van Dyck, Vision des seligen Hermann Joseph, 1630

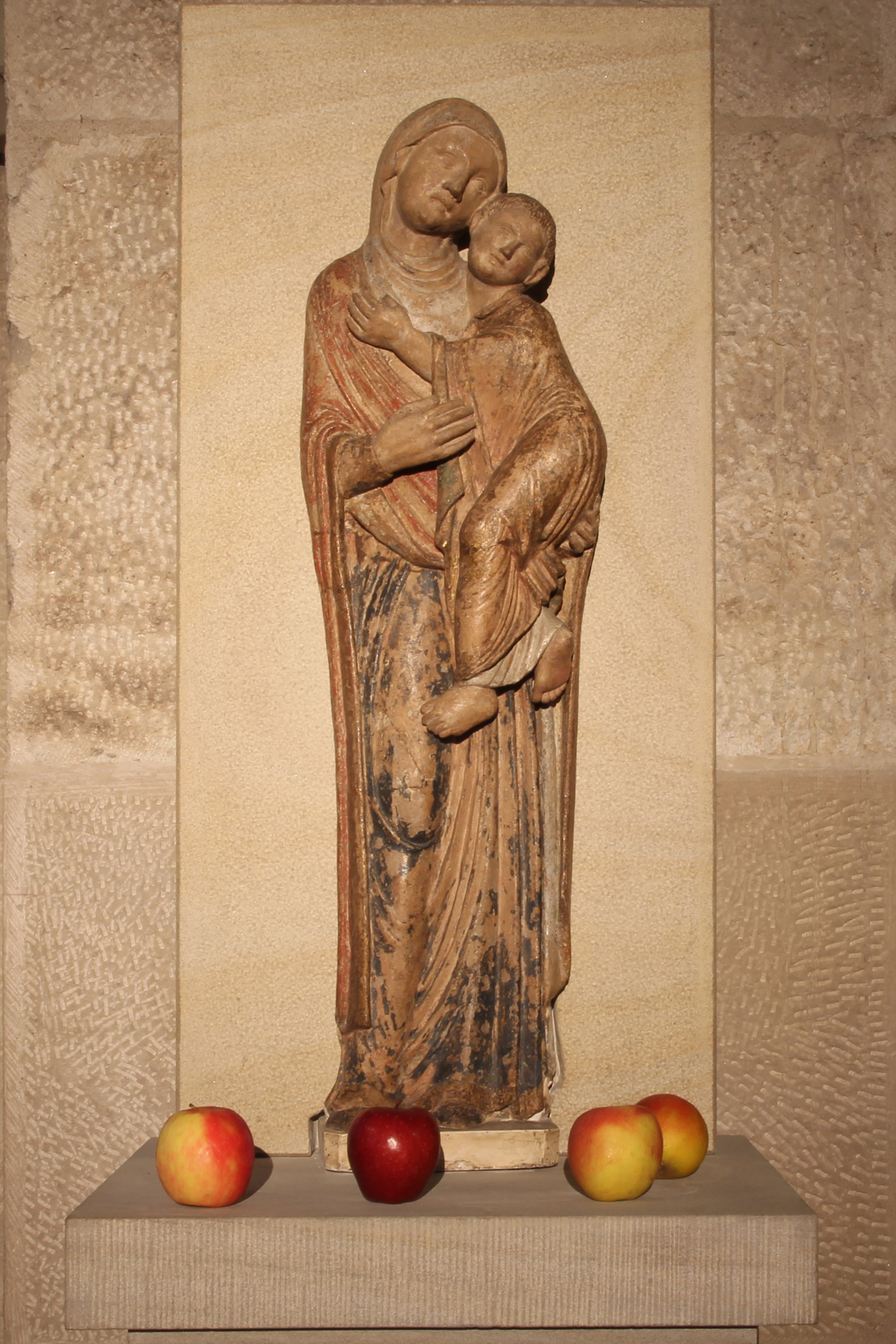
Madonna des Hermann Joseph in St. Maria im Kapitol, Köln, mit Äpfeln

Der Mystiker Hermann Joseph von Steinfeld (* um 1150 in Köln; † 7. April 1241 oder 1252 im Kloster Hoven bei Zülpich) ist ein katholischer Heiliger aus dem Prämonstratenserorden.

## Leben
Als Sohn einer armen Kölner Familie wurde Hermann Joseph mit zwölf Jahren Prämonstratenser-Chorherr im Kloster Steinfeld (Kall). Nach der Ausbildung in Mariengaarde (dt. Mariengarten) bei Hallum (Ferwerderadiel) kehrte er nach Steinfeld zurück und wurde zum Priester geweiht. Anschließend war er in Steinfeld und Umgebung als Seelsorger tätig und wurde Küster des Klosters.
Er wurde vor allem durch die mystische Vermählung mit der Gottesmutter Maria bekannt, was ihm den Beinamen Joseph einbrachte. Schon vor der Aufnahme als Chorherr soll er dem Standbild der Gottesmutter in der Kirche St. Maria im Kapitol in Köln Äpfel als Geschenk gebracht haben. Er wird seither auch als „Apfelheiliger“ bezeichnet. Traditionell werden bis heute regelmäßig Äpfel sowohl auf das Grabmal in der Basilika in Steinfeld als auch unter die Marienstatue im Chor von St. Maria im Kapitol gelegt.
Hermann Joseph starb bei einem Seelsorgsgang im Schwesternkloster Hoven bei Zülpich.
Die wichtigste Quelle über das Leben des heiligen Hermann Joseph ist eine Vita, die ein Steinfelder Mitbruder, wahrscheinlich der damalige Prior, kurz nach dem Tod des Heiligen in lateinischer Sprache verfasste.

## Werke (Auswahl)
Diese Hymnen werden dem Heiligen zugeschrieben:
- Jesu dulcis et decore (Hymnus auf Jesus Christus)
- Gaude, plaude, clara Rosa (Großer Muttergottes-Hymnus)
- O vernantes Christi Rosae (Hymnus auf die Gefährtinnen der heiligen Ursula von Köln)

Folgende Schriften des heiligen Hermann Joseph sind verlorengegangen:
- Kommentar zum Hohenlied Salomos.
- Vita der Nonne Elisabeth, Zisterzienserin im Schwesternkloster Hoven bei Zülpich.

## Verehrung

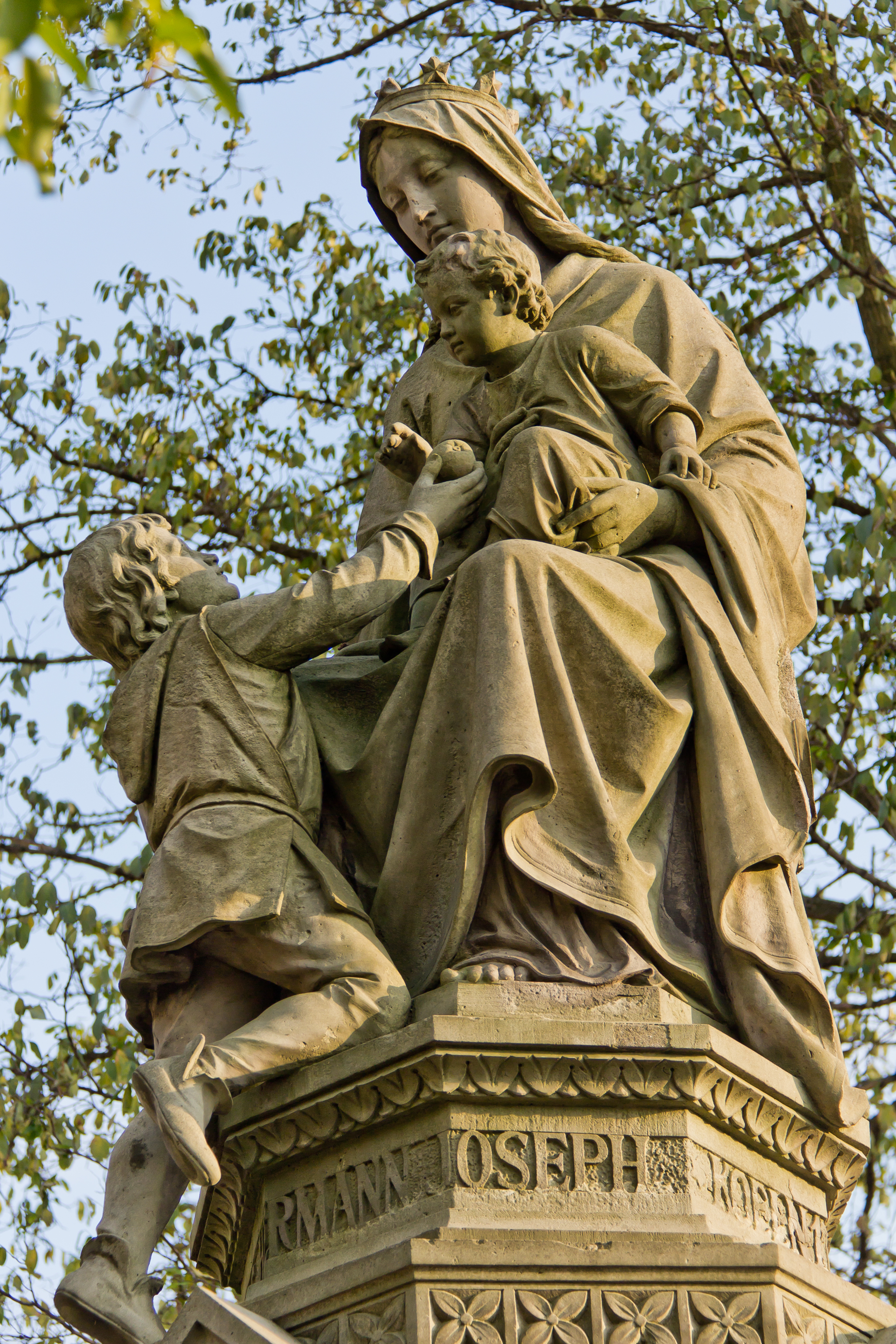
Hermann-Josef-Brunnen am Waidmarkt in Köln

Schon seit langem als Heiliger verehrt, wurde die Heiligsprechung 1626 von Erzbischof Ferdinand von Köln und Kaiser Ferdinand II. beantragt; offiziell wurde Hermann Joseph der Heiligenstatus am 11. August 1958 von Papst Pius XII. zuerkannt (die öffentliche Bekanntgabe fand 1960 statt).
Hermann Josephs Grabstätte im Kloster Steinfeld ist heute eine bekannte Wallfahrtsstätte. Er gilt als Patron der Uhrmacher (wegen des entsprechenden handwerklichen Geschicks), der Mütter und der Kinder.
Auf dem Kölner Waidmarkt steht der von Wilhelm Albermann gestaltete Hermann-Josef-Brunnen. Hier reicht der junge Hermann dem Jesuskind im Arm von Maria einen Apfel an.

## Sonstiges
- Attribute: Kelch mit drei Rosen tragend.
- Namenstag: 21. Mai
- Der im Kloster Steinfeld erzogene Komponist Bernd Alois Zimmermann widmete dem Heiligen das Requiem für einen jungen Dichter (1967–69).